# Álvaro Rudesindo
Álvaro Rudesindo Camacho (ur. 25 lutego 1997) – dominikański zapaśnik walczący w stylu wolnym. Zajął dziewiętnaste miejsce na mistrzostwach świata w 2017. Wicemistrz igrzysk panamerykańskich w 2019. Brązowy medalista mistrzostw panamerykańskich w 2018, 2021 i 2022. Drugi na igrzyskach boliwaryjskich w 2017 i trzeci w 2022. Brązowy medalista igrzysk Ameryki Środkowej i Karaibów w 2018. Trzeci na mistrzostwach panamerykańskich juniorów w 2016 i 2017, a drugi kadetów w 2013 i trzeci w 2014 roku.